# حكومة نادر الذهبي
حكومة نادر الذهبي هي الحكومة رقم 91 منذ أعلان استقلال إمارة شرق الأردن عام 1921 والثامنة في عهد الملك عبد الله الثاني. شكّل نادر الذهبي الحكومة في 25 نوفمبر عام 2007، بتكليف من ملك الأردن عبد الله الثاني بن الحسين. وقد حلّت الحكومة في شهر ديسمبر 2009.

## التشكيل
| الاسم                                            | المهام الوزارية                                    |
| ------------------------------------------------ | -------------------------------------------------- |
| دولة السيد نادر عبداللطيف راغب الذهبي            | رئيسا للوزراء ووزيرا للدفاع                        |
| معالي السيد عيد زعل نمر الفايز                   | وزيرا للداخلية                                     |
| معالي الدكتور كمال ناصر اسعد برهم                | وزيرا للتنمية السياسية ووزير دولة للشؤون القانونية |
| معالي السيد "محمد ناصر" سامي حسن جوده            | وزير دولة لشؤون الاعلام والاتصال                   |
| معالي السيد عبدالرحيم محمد مهاوش عكور            | وزير دولة للشؤون البرلمانية                        |
| معالي المهندس مزاحم شوكت موسى المحيسن            | وزيرا للزراعة                                      |
| معالي الدكتور "صلاح الدين" محمد عبدالرحمن البشير | وزيرا للخارجية                                     |
| معالي المهندس رائد مظفر رفعت ابوالسعود           | وزيرا للمياه والري                                 |
| معالي السيدة سهير عبدالرحمن مصطفى العلي          | وزيرا للتخطيط والتعاون الدولي                      |
| معالي المهندس خالد انيس محمد زيدالايراني         | وزيرا للبيئة                                       |
| معالي السيد باسم خليل سالم السالم                | وزيرا للعمل                                        |
| معالي السيد عبد الفتاح موسى صلاح                 | وزيرا للاوقاف والشؤون والمقدسات الاسلامية          |
| معالي السيد باسم فواز سليمان الروسان             | وزيرا للاتصالات وتكنولوجيا المعلومات               |
| معالي الدكتور حمد عفنان رزق الكساسبه             | وزيرا للمالية                                      |
| معالي الدكتور صلاح محمد عطالله المواجده          | وزيرا للصحة                                        |
| معالي السيدة مها محمد محمود الخطيب               | وزيرا للسياحة والاثار                              |
| معالي السيدة هاله نعمان خيرالدين "بسيسو لطوف"    | وزيرا للتنمية الاجتماعية                           |
| معالي المهندس شحاده عبدالله الحمد ابوهديب        | وزيرا للشؤون البلدية                               |
| معالي السيد ماهر يوسف عبدالمعطي المدادحه         | وزيرا لتطوير القطاع العام                          |
| معالي الدكتور تيسير منيزل النهار النعيمي         | وزيرا للتربية والتعليم                             |
| معالي المهندس عامر مروان عبدالكريم الحديدي       | وزيرا للصناعة والتجارة                             |
| معالي الدكتور عمر مصلح حامد الشديفات             | وزيرا للتعليم العالي والبحث العلمي                 |
| معالي السيدة نانسي نورز باكير نيجور              | وزيرا للثقافة                                      |
| معالي المهندس علاء عارف سعد البطاينه             | وزيرا للنقل                                        |
| معالي المهندس خلدون سعيد مصطفى قطيشات            | وزيرا للطاقة والثروة المعدنية                      |
| معالي المهندس سهل عبدالهادي عطاالله المجالي      | وزيرا للاشغال العامة والاسكان                      |
| معالي السيد ذوقان سالم محمد القضاة               | وزير دولة لشؤون رئاسة الوزراء                      |
| معالي السيد أيمن يحيى حسن عودة                   | وزيرا للعدل                                        |

تعديل 23/02/2009
| الاسم                                         | المهام الوزارية                  |
| --------------------------------------------- | -------------------------------- |
| معالي السيد نايف سعود فارس القاضي             | وزيرا للداخلية                   |
| معالي السيد "محمد ناصر" سامي حسن جوده         | وزيرا للخارجية                   |
| معالي الدكتور وليد سالم محمد المعاني          | وزيرا للتعليم العالي             |
| معالي الدكتور نبيل محمود إسماعيل الشريف       | وزير دولة لشؤون الاعلام والاتصال |
| معالي السيد باسم خليل سالم السالم             | وزيرا للمالية                    |
| معالي الدكتور غازي حمدالله عايش الشبيكات      | وزيرا للعمل                      |
| معالي الدكتور نايف هايل فالح "ابوجنيب الفايز" | وزيرا للصحة                      |
| معالي السيد غالب سلامة صالح الزعبي            | وزير دولة للشؤون البرلمانية      |
| معالي المهندس موسى حابس موسى المعايطة         | وزيرا للتنمية السياسية           |
| معالي المهندس سعيد بهاء عمر المصري            | وزيرا للزراعة                    |
| معالي السيد سالم احمد جميل الخزاعلة           | وزير دولة للشؤون القانونية       |
| معالي الدكتور صبري عبداللطيف محمد اربيحات     | وزيرا للثقافة                    |
| معالي السيدة نانسي نورز باكير نيجور           | وزيرا لتطوير القطاع العام        |
| معالي المهندس علاء عارف سعد البطاينه          | وزيرا للاشغال العامة والاسكان    |
| معالي المهندس سهل عبدالهادي عطاالله المجالي   | وزيرا للنقل                      |

تعديل 11/06/2009
| الاسم                                | المهام الوزارية                                            |
| ------------------------------------ | ---------------------------------------------------------- |
| معالي الدكتور وليد سالم محمد المعاني | وزيرا للتعليم العالي والبحث العلمي ووزيرا للتربية والتعليم |

## وصلات خارجية
- موقع رئاسة الوزراء

| سبقه حكومة معروف البخيت الأولى | الحكومة الأردنية October 24, 2011 - May 2, 2012 | تبعه حكومة سمير زيد الرفاعي الأولى |